# サム・スピーゲル
サム・スピーゲル（Samuel P. Spiegel 1901年11月11日 - 1985年12月31日）は、アメリカ合衆国の映画プロデューサー。1940年代から1950年代始めまでは“S・P・イーグル”(S.P. Eagle)名義でクレジットしていた。

## 来歴
旧・オーストリア＝ハンガリー帝国内ガリツィア・ロドメリア王国（現・ポーランド・ポトカルパチェ県）ヤロスワフ生まれ。ユダヤ人で、父はタバコの卸売人をしていた。
ウィーン大学卒業。1927年、ハリウッドに仕事を得て渡米。その後ベルリンに渡り、ユニバーサル・ピクチャーズ映画のフランス・ドイツへの配給を担当するが、1933年にナチス政権が誕生するとドイツを離れ、メキシコを経て、再びアメリカに渡った。1950年代から、『波止場』、『戦場にかける橋』、『アラビアのロレンス』などの名作のプロデュースを手掛けた事で有名となる。
ヘブライ語、ポーランド語、英語、ドイツ語、フランス語、イタリア語、スペイン語の7か国語に堪能であった。
1985年12月31日、自然死を遂げた。84歳。
1996年、エルサレム映画・テレビ学校が、彼の名に因んで「サム・スピーゲル映画・テレビ学校」と改名された。

## 主な作品
- キートンのスペイン嬌乱 The Invader (1936)
- 運命の饗宴 Tales of Manhattan (1942)
- オーソン・ウェルズ IN ストレンジャー The Stranger (1946) 劇場未公開
- ストレンジャーズ6 We Were Strangers (1949)
- 不審者 The Prowler (1951) 劇場未公開
- アフリカの女王 The African Queen (1951)
- メルバ Melba (1953)
- 波止場 On the Waterfront (1954)
- 戦場にかける橋 The Bridge on the River Kwai (1957)
- 去年の夏 突然に Suddenly, Last Summer (1959)
- アラビアのロレンス Lawrence of Arabia (1962)
- 逃亡地帯 The Chase (1966)
- 将軍たちの夜 The Night of the Generals (1967)
- 真昼の衝動 The Happening (1967)
- ニコライとアレクサンドラ Nicholas and Alexandra (1971)
- ラスト・タイクーン The Last Tycoon (1976)

## 受賞
- ゴールデングローブ賞 作品賞 (ドラマ部門)（第12回『波止場』、第20回『アラビアのロレンス』）
- アービング・G・タルバーグ賞（第36回『アラビアのロレンス』）